# 阿爾韋亞爾將軍鎮
34°58′S 67°42′W / 34.967°S 67.700°W
阿爾韋亞爾將軍鎮（西班牙語：General Alvear），是阿根廷的城鎮，位於該國西部門多薩省，是阿爾韋亞爾將軍縣的首府，始建於1914年8月12日，海拔高度468米，該地區的地震活動頻繁和低強度，2010年人口29,009。

## 外部連結

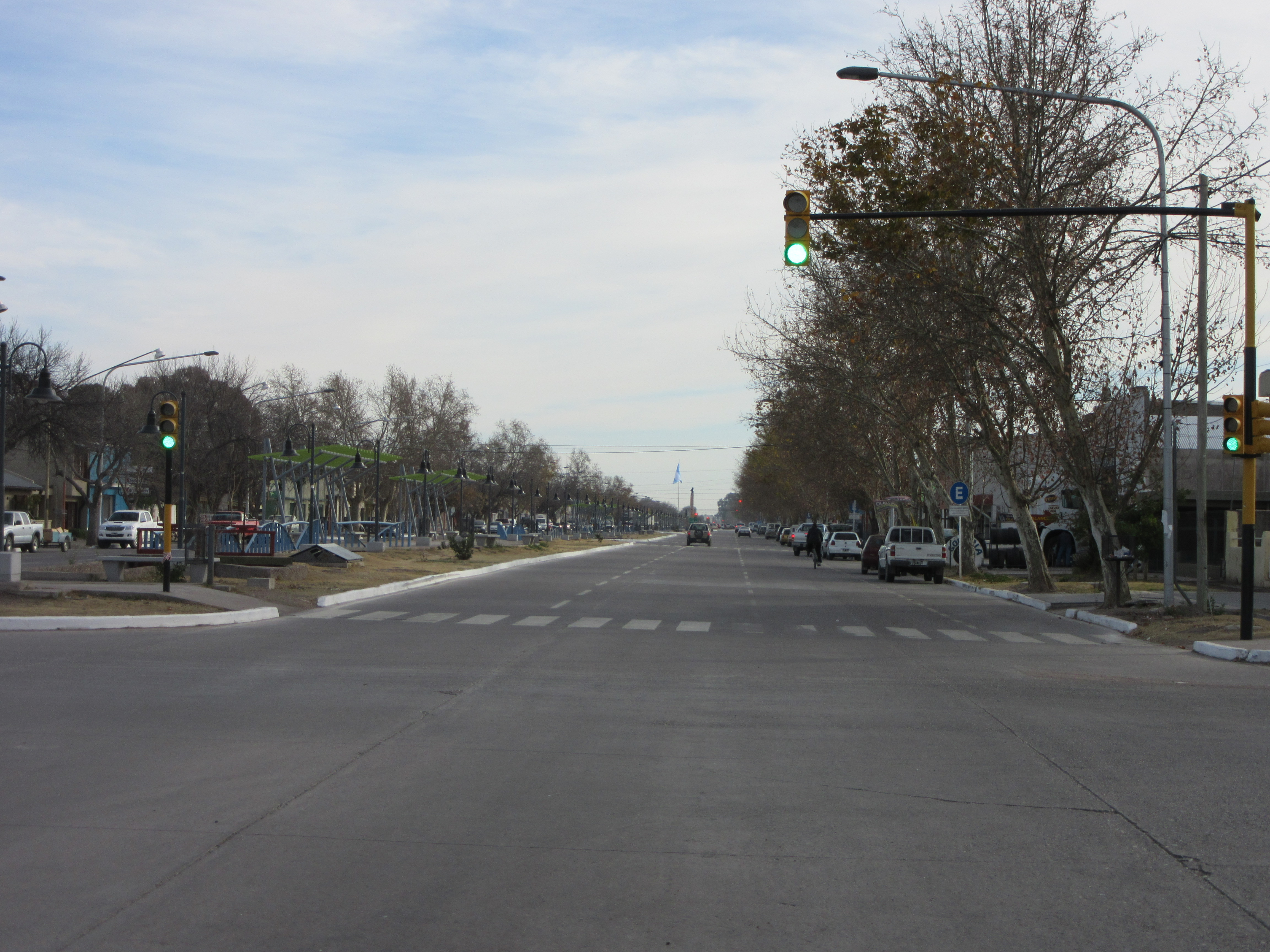
阿爾韋亞爾將軍鎮

- General Alvear portal （西班牙文）
- General Alvear .Mendoza.  （页面存档备份，存于） （西班牙文）